# Xerophyta villosa
Xerophyta villosa är en enhjärtbladig växtart som först beskrevs av John Gilbert Baker, och fick sitt nu gällande namn av Lyman Bradford Smith och Edward Solomon Ayensu. Xerophyta villosa ingår i släktet Xerophyta och familjen Velloziaceae. Inga underarter finns listade.